# 義眼 (アルバム)
『義眼』（ぎがん）は、日本のロックバンド、マリア観音の4枚目のアルバム。平山裕士が運営する自身のレーベル「エレクトレコード」より1994年にリリースされた。

## 解説
- プロデュースは木幡東介。
- ジャケットはデザイン：菫　舎、写真：ふくながりょうこが手掛けた。
- キーボードの小森の加入によりプログレッシブ・ロックの要素が加わった[2]。
- 第5期メンバーの木幡(vo)、松居(g)、小森(key)、宮脇(b)、平野(ds)で録音されたが、松居は途中で脱退したと思われゲストとしてクレジットされている。

## 収録曲
1. 鍵子の詩 (5:33)
2. 義眼 (5:18)
『東夷偽史先住民拙言滅裂多仁』で再録音されている。
3. 五月の便所 (5:04)
4. 夏の二人 (5:53)
コンピレーション・アルバム『マリア観音』収録曲の再録音版。
5. 泥人形 (2:23)
コンピレーション・アルバム『マリア観音』収録曲の再録音版。
6. 淀みの部屋 (6:14)
7. 羽衣蝶の詩 (5:12)
8. 菫日記 (2:52)
9. どうにもならずに (3:53)
コンピレーション・アルバム『マリア観音』収録曲の再録音版。
10. 薄羽蜉蝣 (4:17)

（作詞・作曲：木幡東介）

## 参加メンバー
- 木幡東介：ヴォーカル/パーカッション (#2,#5)
- 小森雅彰：オルガン (#1,#2,#3,#4,#5,#6,#8,#9)/ピアノ (#1,#3,#6,#7,#10)/キーボード (#1,#6,#9,#10)
- 宮脇慎吾：ベース
- 平野勇：ドラム

ゲスト
- 松居徹：ギター (#5以外)
- 南里早紀子：コーラス (#2,#4,#5,#7,#8,#10)